# Oleška
Oleška település Csehországban, a Kelet-prágai járásban. Oleška Kostelec nad Černými lesy, Nučice, Prusice, Ždánice, Barchovice, Malotice, Vitice és Kouřim településekkel határos. Lakosainak száma 979 fő (2024. január 1.).

## Népesség
A település lakosságának változását az alábbi diagram mutatja:
| Lakosok száma | 1480 | 1994 | 1560 | 1061 | 943  | 840  | 960  | 974  | 964  | 979  |
|               | 1869 | 1890 | 1921 | 1950 | 1980 | 2001 | 2017 | 2019 | 2022 | 2024 |